# Moliano Crespo
Moliano Álvaro Centeno Crespo ou simplesmente Moliano Crespo (? — ?) foi um político brasileiro.

## Intendente de São Lourenço do Sul
Foi intendente de São Lourenço do Sul, imediatamente ao assumir, fez a orientação para reorganizar em moldes modernos, e facilitar o controle, da escrituração e outros serviços da tesouraria do município, realizando concurso para "contabilista", apresentando, segundo jornal da época, balancetes mensais e trimestrais, que eram publicados.
Também alargou e limpou ruas, colocando meio-fio para construção de calçadas, visto que o passeio público de pedestres não existia.
Realizou a construções de pontes, dentre elas no "Banhado Grande", no "Passo do Fortunato", sob o arroio Serraria na Harmonia, duas pontes no "Três Passos" (Rincão dos Azevedos) e no "Passo da Pacheca".
Em 1929 inaugurou-se em seu mandato o Matadouro Municipal, o local ainda existe e se localiza onde atualmente é o Horto Municipal.
Durante a sua gestão construi-se a canaleta da Rua Mariz e Barros, que escoava as águas pluviais, resolvendo parcialmente o problema de drenagem que na época causava alagamentos.
Em 1930 construiu os primeiros postes de cimento da então vila, atual zona urbana do distrito sede.
Em sua gestão também inaugurou-se o Cine-Theatro Central.
Moliano Crespo foi o último intendente[a] de São Lourenço do Sul tendo como sucessor o então prefeito nomeado Prado Sampaio.
Notas
[a] ^ A nomenclatura intendente foi substítuida pela nomenclatura prefeito.